# Pakistan
Pakistan (پاکستان ); službeno: Islamska Republika Pakistan) je država u južnoj Aziji. Graniči s Indijom, Kinom, Afganistanom i Iranom.  Na jugu izlazi na Arapsko more, koje je dio Indijskog oceana.
Pakistan je stvoren 1947. godine, od većinski muslimanskog dijela Britanske Indije, dok je ostatak zemlje postao današnja država Indija. Godine 1956., Pakistan se proglasio prvom islamskom republikom na svijetu. Istočni dio Pakistana je od 1971. godine, postao nezavisna država Bangladeš.

## Etimologija
Porijeklo imena „Pakistan” nije potpuno jasno. Na perzijskom i urdskom ime zemlje znači „Zemlja čistih”. Choudhary Rahmat Ali, zagovornik muslimanske države na potkontinentu i tvorac imena zemlje, u svom djelu „Sad ili nikad” objavljenom 28. siječnja 1933., daje drugačije značenje imenu zemlje. On ga objašnjava kao akronim područja u kojima žive sjevernoindijski muslimani- Pandžab, Afganija (današnja Khyber Pakhtunkhwa), Kašmir, Sindh i Beludžistan. Kasnije je zbog lakšeg izgovora dodano slovo „i”. Kao početno slovo riječi „islam”, ovo slovo može naglašavati važnost religije u prvoj islamskoj republici na svijetu, također može i naglašavati važnost rijeke Ind, koja je najvažnija rijeka u Pakistanu.

## Povijest

### Regionalna povijest do 1947.
Iako područje današnjeg Pakistana nikad nije bilo država pod tim imenom sve do nezavisnosti 1947. godine, već dio mnogih državnih tvorevina osvajača s indijskog potkontinenta, na ovom području se razvila jedna od najranijih svjetskih civilizacija. Indska civilizacija imala je razvijenu poljoprivredu, trgovinu, građevinarstvo i znanost, a koristila je dosad nedešifrirano indsko pismo. Ova civilizacija datira iz sredine 3. tisućljeća pr. Kr., a nestala je oko 1800. pr. Kr. iz danas još nepoznatih razloga. Indska civilizacija protezala se uzduž Inda i njenih pritoka u Sindhu i Pandžabu sve do sjeverozapadne Indije i Gudžarata. Među brojnim pronađenim gradovima i naseljima najznačajniji su Harappa u Pandžabu i Mohendžo Daro u Sindhu.
Sredinom 2. tisućljeća pr. Kr. u Pakistan iz središnje Azije dolaze Arijci. Njih je karakterizirala vedska kultura i hinduizam. U 4. stoljeću pr. Kr. dolazi do širenja budizma, a dolaskom Aleksandra Velikog 326. pr. Kr. dolazi do miješanja grčke i budističke kulture. U 2. i 1. stoljeću pr. Kr. dolazi do procvata carstva Gandhara koje se nalazilo na prostoru današnjeg Afganistana i sjeverozapadnog Pakistana. Kasnije je Pakistan pripadao Kušanskom i Guptskom Carstvu.
Početkom 8. stoljeća je područje Pakistana došlo u kontakt s islamom, a 712. godine su Arapi pod vodstvom Muhameda ibn Kasima osvojili područje Inda. Stoljećima je granica između islamske i indijske kulture bila istočno od Inda, tako da je Pandžab ostao izvan islamskog utjecaja. Tek oko 1000. godine je turska dinastija Gaznavida proširila svoje carstvo na cijeli Pakistan i sjeverne dijelove Indije. Sve do početka 19. stoljeća je područje Pakistana bilo dio raznih muslimanskih carstava, uključujući vladavinu perzijske guridske dinastije (12. i 13. stoljeće), sjevernoindijski Delhijski sultanat (13. i 14. stoljeće) i Mogulsko Carstvo (od 16. do 18. stoljeća), te afgansku dinastiju Durrani (18. i 19. stoljeće).
Godine 1843. je Britanska istočnoindijska kompanija zauzela Sindh, a šest godina kasnije i Pandžab. Tada počinje stogodišnje razdoblje pakistanske povijesti pod britanskom kolonijalnom vlašću. Od 1858. godine su britanski posjedi u Indiji pod izravnom upravom britanske krune.

### Povijest nastanka Pakistana
Indijski pokret za nezavisnost počeo je djelovati od 1885. godine, stvaranjem Indijskog nacionalnog kongresa. Uz većinom hinduistički kongres, 1906. godine je stvorena i Muslimanska liga. Njen vođa Muhamed Ali Džina uz potporu indijskih muslimana počinje zahtijevati zasebnu državu, ali svi pokušaji kompromisa s kongresom propadaju. Iako je veliki dio muslimanskog stanovništvo podupro ovu ideju, većina Paštunaca je bila za ujedinjenu Indiju ili za priključenje paštunskih područja Afganistanu. Lahorskom rezolucijom 1940. godine, udareni su temelji za stvaranje muslimanske države u Indiji.

### Povijest od nezavisnosti 1947.

#### Osnivanje države i posljedice podjele Britanske Indije
Država Pakistan nastala je 14. kolovoza 1947. godine, od većinski muslimanskih dijelova Britanske Indije. U trenutku odvajanja na prostoru današnje Indije je ostalo više od četiri milijuna muslimana, dok je na prostoru Pakistana ostalo oko sedam milijuna hinduista i sikha. Pretpostavlja se da je u sukobima oko podjele život izgubilo oko 750.000 osoba. Nakon podjele Britanske Indije Pakistan se sastojao od dva, 1500 kilometara udaljena dijela - od zapadnog i istočnog Pakistana. Teritorij zapadnog Pakistana je područje na kojem se nalazi današnja Islamska Republika Pakistan. Istočni Pakistan sastojao se od istočnog, većinski muslimanskog dijela bivše britanskoindijske pokrajine Bengal, a danas je to samostalna država Bangladeš. Pripadnost kneževine Kašmira Indiji ili Pakistanu bila je upitna. Osim većinski hinduističkog Jammua i većinski budističkog Ladakha, većina stanovništva Kašmira su muslimani. Budući da su članovi vladajuće dinastije bili hinduisti, knez je ispočetka odugovlačio s odlukom, a kasnije se odlučio na pripojenje Indiji. Pakistan je s vremenom osvojio kontrolu nad sjeverozapadnim dijelom Kašmira. Obje države tvrde da je cijeli Kašmir njihov teritorij, a referendum kojeg su predložili Ujedinjeni narodi nikad nije proveden. Kašmirski sukob i danas dominira odnosima ovih dviju država.

#### Zapadni i istočni Pakistan do 1971. godine
Godine 1948. umire Ali Džina. Zbog raznih političkih razloga 1958. godine, dolazi do državnog udara pod vodstvom generala Muhameda Ajub Kana što je točka prekretnica u povijesti zemlje. Nakon ovog vojnog režima slijedio je idući od 1969. godine, pod vodstvom generala Muhameda Jahje Kana.
Velika udaljenost između dva dijela država je onemogućivala državnu i gospodarsku organizaciju, te stvaranje zajedničkog nacionalnog identiteta. Usprkos pripadnosti istoj religiji, zbog koje je ustavom iz 1956. Pakistan postao prva islamska republika na svijetu, bengalski jezik i kultura ostali su najvažniji elementi identiteta istočnog Pakistana. Nejednakost se vidjela i u raspodjeli političke moći i gospodarskih resursa. Vlada u zapadnopakistanskom Karačiju, te od 1958. u Islamabadu koji je postao novi glavni grad, zapostavljala je istočni Pakistan u raspodjeli državnog novca i u dodjeli vodećih funkcija u upravi i oružanim snagama. Nakon što je separatistička Awami Liga koja je bila druga po jačini politička stranka u Pakistanu, na izborima 1970. pobijedila u svim izbornim jedinicama u istočnom Pakistanu, te time osvojila apsolutnu vlast u zajedničkom pakistanskom parlamentu, predsjednik Jahja Kan je proglasio izbore neregularnima i odbio predati vlast. Kao rezultat toga izbile su pobune čime je počeo istočnopakistanski rat za nezavisnost. U prosincu 1971. je istočni Pakistan proglasio nezavisnost kao samostalna država Bangladeš.
Vanjska politika Pakistana ostala je u sjeni moćnije susjedne države Indije s kojom je od 1947. vodila tri rata, od čega dva zbog Kašmira. Ni prvi indijsko-pakistanski rat koji je trajao od 1947. do 1949., niti drugi indijsko-pakistanski rat (1965.) nije promijenio status Kašmira. Godine 1971., Indija je stala na stranu istočnopakistanskog pokreta za neovisnost u Bangladeškom ratu. Godine 1999., ponovno je izbio oružani sukob u Kašmiru, ali je ostao ograničen na manje područje. Iako službeno nisu bili u ratu, u tom sukobu poznatom kao Kargilski rat je poginulo više stotina osoba u nekoliko tjedana.

#### Demokratsko razdoblje i vojna diktatura od 1972. do 1988.
Gubitak istočnog dijela zemlje je prisilio 1971. godine predsjednika Jahju Kana na ostavku, čime je počelo demokratičnije razdoblje. Njegov nasljednik Zulfikar Ali Buto prihvatio je 1973. godine novi ustav kojim su premijeru dodijeljene najveće državne ovlasti, a titula predsjednika je svedena na reprezentativnu ulogu. Godine 1977., propalo je stvaranje demokratske vlade, a general Muhamed Zia ul-Hak je u nenasilnom državnom udaru svrgnuo premijera Buta i uveo treću vojnu diktaturu. On je daljnje islamizirao Pakistan i uveo šerijatske zakone. Njegovu vladavinu je obilježio veliki gospodarski rast i sudjelovanje u afgansko-sovjetskom ratu u susjednom Afganistanu uz pomoć SAD-a.

#### Demokratsko razdoblje od 1988. do 1999.
Nakon smrti Zije ul-Haka 1988. godine, održani su prvi slobodni izbori u zemlji nakon 1977., na kojima je pobijedila Benazir Buto koja je postala prvom ženom na čelu neke islamske države. Godine 1990., na vlast dolazi Nawaz Sharif. Buto opet dolazi na vlast 1993., nakon čega je Šarif opet zamjenjuje od 1997. godine. U svibnju 1998., Pakistan provodi nekoliko nuklearnih pokusa kao reakciju na indijske nuklearne pokuse.

#### Vojna diktatura od 1999.
U jednom od oružanih sukoba s Indijom u kašmirskoj kargilskoj regiji u ljetu 1999. je Pakistan doživio poraz. Vojnim udarom na vlast dolazi general Pervez Mušaraf koji uspostavlja četvrtu vojnu diktaturu u Pakistanu. Od 2001. godine je Mušaraf predsjednik države.
Od terorističkih napada 2001. na SAD se u Pakistanu događaju brojni religijski motivirani sukobi, posebice zato što je Mušaraf bliski saveznik u političkom i vojnom smislu sa SAD-om. Usprkos nezadovoljstvu pakistanske javnosti Mušarafov režim i dalje je aktivno uključen u rat protiv terorizma kojeg su pokrenule Sjedinjene Države.
U studenom 2007. godine je general Mušaraf proglasio izvanredno stanje i suspendirao ustav zemlje. Nedugo nakon toga je Pakistan izbačen iz Commonwealtha.

## Zemljopis
Pakistan se proteže između 24. i 37. sjeverne zemljopisne širine, te između 61. i 77. istočne zemljopisne dužine na površini od 796.095 km² čime je deveta po veličini država u Aziji. Ako se uključe Azad Kašmir i Gilgit-Baltistan, država ima površinu od 880.254 km² što je površina koja je otprilike 15 puta veća od Hrvatske. Graniči s četiri nezavisne države: Iranom na jugozapadu, Afganistanom na sjeverozapadu, Kinom na sjeveroistoku i Indijom na istoku. Na jugu Pakistan ima 1046 km dugu obalu na Arapskom moru.

### Položaj
Pakistan se ugrubo može podijeliti na tri velika zemljopisna područja: visinsko područje na sjeveru, dolinu rijeke Ind i Beludžistansku visoravan.
Na krajnjem sjeveru Pakistan se dodiruje s Hindukušom, Karakorumom i Himalajom, koje su najviše planine svijeta i koje dijele zemlju od središnje Azije. Hindukuš se proteže od afganistanske granice na zapadu do gornjih dijelova Inda na istoku i doseže visinu od oko 7700 metara (Tirič Mir). Na Karakorumu, sjeverno od Inda se nalazi 8611 metar visok K2, najviša točka u Pakistanu i drugi najviši vrh na svijetu. Južno od gornjeg Inda, Pakistan ima manji udio u Himalajama, s 8125 metar visokim vrhom Nanga Parbat. Pet od 14 vrhova svijeta koji su viši od osam tisuća metara nalaze se na teritoriju kojeg kontrolira Pakistan.
Utjecajni sliv Inda je velik skoro milijun kvadratnih kilometara, a u njemu se nalaze skoro sve velike pakistanske rijeke - Kabul, Dželam, Čenab, Ravi i Satledž. Dolina rijeke Ind je veliko plodno područje koje je oblikovao mulj iz rijeke. Može se podijeliti na dvije regije koje ugrubo odgovaraju pokrajinama Pandžab i Sindh. Rijeka na kraju završava u 8000 km² velikoj delti koja je ulijeva u Arapsko more.
Sjeveroistokom Beludžistana dominiraju Sulejmanske planine koje obilježavaju granicu između iranskog platoa i indijskog potkontinenta. Ostatak ovog zemljopisnog područja je većinom pustinjsko područje s manjim naseljenim zajednicama koje žive većinom uz rijeke. Ovo je područje čestih sezmičkih aktivnosti zbog podvlačenja indijske ploče pod euroazijsku ploču.

### Klima
U Pakistanu vlada suha podtropska kontinentalna klima sa znatnim lokalnim i sezonalnim razlikama, dok padaline nisu česte. Lokalne razlike se najjasnije vide na primjeru obalne klime uzduž Arapskog mora gdje je obično toplo i klime u planinskim lancima na koje se može doći samo s vrhunskom opremom u svibnju i lipnju.
Zime su obično hladne i suhe, a traju od prosinca do veljače. Proljeća su topla i suha, te traju od ožujka do svibnja nakon čega počinje ljetno monsunsko razdoblje koje traje do rujna. Drugo monsunsko razdoblje traje od listopada do studenog.
Značajnije padaline (preko 1000 mm godišnje) se događaju u sjevernom Pandžabu. Lahore godišnje prima oko 500 mm, dok u južnom Pandžabu i Sindhu je taj prosjek manji od 200 mm. Iznimno sušno područje je Beludžistan, gdje u zapadnim područjima godišnje padne manje od 100 mm padalina. Najveći broj padalina ovdje padne u zimi.
Najviša zabilježena temperatura u Pakistanu je izmjerena u Multanu u lipnju 1993. godine, kad je temperatura narasla do 54°C.

## Politika
Od nezavisnosti je političku situaciju u zemlji karakterizirala nestabilnost. Kratka demokratska razdoblja su uvijek prekidali vojni udari. Vojska je vladala zemljom od 1958. do 1971., od 1977. do 1988., te ponovno od 1999. godine.
U nekim dijelovima zapadnog Pakistana gdje postoji feudalna i plemenska organizacija znatno je smanjen utjecaj države. To je posebno istaknuto u područjima gdje se nalaze paštunska plemena i u pograničnom području Waziristana pod talibanskom kontrolom u Plemenskim područjima pod federalnom upravom gdje službeni Islamabad praktički više nema utjecaja. Slična je situacija i u nekim dijelovima Beludžistana i Khyber Pakhtunkhwa gdje puno veći utjecaj imaju plemenske vođe i veleposjednici. Država ima najveći utjecaj u gusto naseljenim pokrajinama Pandžab i Sindh.
Korupcija u državi je raširena skoro na svim razinama uprave. Prema međunarodnom indeksu korupcije Transparency Internationala za 2006. godinu, Pakistan se nalazi na 142. mjestu, prema čemu spada u najkorumpiranije zemlje svijeta.

### Politički sustav
Prema ustavu iz 1973. godine, Islamska Republika Pakistan je federalna polupredsjednička demokratska republika. Islam je državna religija. Iako je nakon ukidanja ustava 1999. on ponovno vraćen 2002., ponovno je suspendiran u studenom 2007. godine.
Prema ustavu, na čelu države nalazi se predsjednik kojeg izborno tijelo bira na mandat od pet godina. Predsjednik mora biti musliman star minimalno 45 godina. Dužnosti predsjednika su većinom reprezentativne uz neka posebna prava. Predsjednik ima mogućnost raspuštanja nacionalne skupštine i nalazi se na čelu oružanih snaga.
Prema ustavu, zakonodavnu vlast ima parlament (medžlis). On se sastoji od dva doma, nacionalne skupštine (gornji dom) i senata (donji dom). Nacionalna se skupština sastoji od 342 zastupnika, od kojih se 272 bira izravno na izborima na petogodišnji mandat. Glasačko pravo imaju svi građani stariji od 18 godina. Šezdeset parlamentarnih mjesta imaju žene, a deset je rezervirano za članove vjerskih manjina. Rezervirana mjesta dodjeljuju se strankama sukladno njihovom izbornom rezultatu. Senat ima 100 zastupnika koji se biraju iz pokrajinskih skupština svih pokrajina i Plemenskih područja pod federalnom upravom. Iako se po hijerarhiji senat nalazi iznad skupštine, skupština ima više moći.

### Pravosudni sustav
Pakistanski pravosudni sustav je još većinom zasnovan na britanskoindijskom pravu, uključujući Common Law, a od 1970-ih u sustav su uključeni i brojni islamski šerijatski zakoni.
Vrhovni sud Pakistana (Supreme Court) nalazi se u Islamabadu. Predsjednika vrhovnog suda (Chief Justice) bira predsjednik države. Ostale suce vrhovnog suda i sve suce visokih sudova (High Courts) u pokrajinama, također bira predsjednik države uz savjetovanje predsjednika vrhovnog suda. Vrhovni sud je nadležan za sporove između države i pokrajina, te između samih pokrajina.
Uz civilno pravosuđe postoji i Federalni šerijatski sud (Federal Shariat Court) s osam sudaca. Trojica od sudaca su vjerski učenjaci tj. uleme. Zadatak ovog suda je usklađivanje zakonodavstva s islamskim učenjima.
Iako su paštunska plemenska vijeća (džirge) zabranjena, u nekim dijelovima zemlje njihov sud se i dalje poštuje.

### Političke stranke
Najvažniju ulogu poslije nezavisnosti zemlje imala je Muslimanska liga, koja je imala sličnu ulogu kao Kongrasna stranka u Indiji. Nakon smrti Ali Džine 1948. koji je bio vođa stranke, ona je brzo izgubila na važnosti. Najpoznatija nasljednca ove stranke danas je Pakistan Muslim League Quaid-e-Azam (PML-Q) bliska generalu Mušarafu. Dodatak imenu Quaid-e-Azam na urdskom znači „veliki vođa”, a odnosi se na osnivača države Ali Džinu. Narodna stranka Pakistana (Pakistan People’s Party ili PPP) koja je osnovana 1967. bila je vladajuća stranka za vrijeme Zulfikara Ali Buta i njegove kćeri Benazir Buto. Dvije glavne islamističke stranke su Jamaat-e-Islami (Islamska zajednica) i Jamiat-Ulema-e-Islam (Islamska zajednica ulema) koje zajedno čine dio vjerske koalicije Muttahida Majlis-e-Amal (MMA) koja je jaka u Beludžistanu i Khyber Pakhtunkhwi. Muhadžirsku manjinu u zemlji zastupa Muttahida Qaumi Movement (MQM).

### Članstvo u međunarodnim organizacijama
Stjecanjem nezavisnosti 1947. godine, Pakistan je postao član UN-a. Država je 1972. izašla iz Commonwealtha čija je članica bila od nezavisnosti zbog priznavanja Bangladeša i njegovog članstva u Commonwealthu. Iako se Pakistan 1989. ponovno odlučio za članstvo u zajednici, suspendiran je 1999. nakon Mušarafovog vojnog udara sve do 2004. godine. Nakon proglašenja izvanrednog stanja u Pakistanu, 22. studenog 2007. državi je ponovno suspendirano članstvo. Pakistan je član i Svjetske banke, Međunarodnog monetarnog fonda (MMF), Organizacije islamske konferencije (OIK), Azijske banke za razvoj, Južnoazijskog udruženja za regionalnu suradnju (SAARC), Organizacije za gospodarsku suradnju (ECO) i mnogo drugih međunarodnih organizacija. Unutar Svjetske trgovinske organizacije Pakistan spada u skupinu od 20 glavnih zemalja u razvoju (G-20).

### Oružane snage
Pakistanski vojni budžet je s 4,26 milijarde dolara (2005.) puno manj od susjednih država kao što su Indija (19,04 milijardi), Kina (81,48 milijardi) i Iran (6,2 milijardi). Ipak udio vojnog budžeta u državnom proračunu je s 21% (2005.) neobično visok. Pakistanska vojska je podijeljena u tri klasična vojna roda s ukupno oko 520 000 ljudi. Od toga zračne snage imaju oko 45 000 pripadnika, a mornarica oko 25 000. Postoji i oko 513 000 rezervista i oko 300 000 pripadnika paravojnih jedinica. Sveukupno oružane snage imaju oko 1,4 milijuna ljudi. Glavni zapovjednik je predsjednik države.
Kopnene snage imaju oko 2300 tenkova, tipa T-59 (oko 1200 komada), T-80UD (oko 320 komada), Al-Khalid (modificiran T-90 II; oko 320 komada), T-69 (oko 250 komada) i T-85 (oko 200 komada). Uz 1150 oklopnih transportera tipa M113, vojska ima oko 3000 topova i haubica (stanje 2005.).
Zračne snage imaju oko 327 borbenih zrakoplova tipa Mirage 3 (87 komada), J-7 (inačica MiGa 21; 74 komada), Mirage 5 (52 komada), Q-5 (42 komada), J-6 (inačica MiGa 19; 40 komada) i F-16 (32 komada), kao i 288 školskih i 32 transportna zrakoplova. Pakistanske zračne snage imaju i 15 borbenih zrakoplova tipa Alouette III (stanje 2005.).
Konvencionlne pomorske snage uključuju jedan razarač, osam fergata, devet podmornica i devet helikoptera tipa Sea King i Sea Lynx (stanje 2005.).
Pakistan je kao i Indija, Nuklearna sila i nije potpisao dogovor o neširenju nuklearnog oružja. Prvo nuklearno oružje testirano je 1998. godine. Pretpostavlja se da država posjeduje od oko 24 do 75 nuklearnih glava, makar ne postoje službene brojke. Također je nepoznat i broj srednje i dalekodometnih projektila. Poznato je da država ima projektile tipa Shaheen I, Shaheen II, Ghauri I-III kao i  Hatf-II Abdali. Pakistan je u kolovozu 2005. testirao i krstareću raketu Hatf VII Babur koja može nositi nuklearnu glavu. Time ima mogućnost napasti bilo koju zemlju u središnjoj Aziji i bliskom istoku.

## Politička podjela države
Pakistan je nakon ustava iz 1973. federalna država. Podijeljen je na četiri pokrajine, a to su: Beludžistan, Hajber Pahtunva, Pandžab i Sindh od kojih svaka ima vlastitu pokrajinsku skupštinu čije članove narod bira na pet godina. Na čelu pokrajinske vlade nalazi se čelnik stranke s najvećim brojem zastupnika u pokrajinskoj skupštini.
Teritorij glavnoga grada Islamabada i Plemenska područja pod federalnom upravom (FATA) na granici s Afganistanom su pod izravnom upravom središnje vlasti, kao i Gilgit-Baltistan u Kašmiru pod pakistanskom okupacijom. Autonomno područje Azad Kašmir ima vlastitu zakonodavnu skupštinu, premijera i predsjednika.
Svaka teritorijalna jedinica je podijeljena u okruge. Teritorij glavnoga grada čini samo jedan jedini okrug. Sveukupno u Pakistanu postoji 119 okruga, od kojih su 14 u okupiranom području Kašmira. Jedina iznimka su Plemenska područja pod federalnom upravom.
|   | Teritorijalna jedinica | Status                        | Glavni grad | Površina    |
| - | ---------------------- | ----------------------------- | ----------- | ----------- |
| 1 | Beludžistan            | pokrajina                     | Quetta      | 347.190 km² |
| 2 | Khyber Pakhtunkhwa     | pokrajina                     | Pešavar     | 74.521 km²  |
| 3 | Pandžab                | pokrajina                     | Lahore      | 205.344 km² |
| 4 | Sind                   | pokrajina                     | Karači      | 140.914 km² |
| 5 | Islamabad              | Teritorij glavnoga grada      | Islamabad   | 906 km²     |
| 6 | FATA                   | područje pod saveznom upravom | Pešavar     | 27.220 km²  |
| 7 | Azad Kašmir            | autonomno područje            | Muzafarabad | 11.639 km²  |
| 8 | Gilgit-Baltistan       | područje pod saveznom upravom | Gilgit      | 72.520 km²  |
|   | Pakistan               | islamska republika            | Islamabad   | 880.254 km² |

## Stanovništvo

### Trendovi
Po popisu stanovništva iz 1998. godine, zemlja je imalo 132 milijuna stanovnika (isključujući okupirana područja Kašmira gdje živi oko četiri milijuna ljudi), u srpnju 2006. godine, ovaj broj se popeo na 166 milijuna, što uključuje kontrolirana područja Kašmira. Po tome je Pakistan šesta zemlja svijeta po broju stanovnika, poslije Kine, Indije, SAD-a, Indonezije i Brazila.
Gustoća stanovništva od 188 stanovnika/km² slična je Italiji. Ipak, stanovništvo je vrlo nejednako naseljeno diljem zemlje. Tri četvrtine stanovništva živi u plodnim riječnim područjima Pandžaba i Sindha, dok su suha područja na sjeveru i zapadu zemlje vrlo slabo naseljena. Najslabije naseljena područja su pustinja Thar i Beludžistan. U Beludžistanu koji pokriva oko 40 % površine zemlje živi samo pet posto stanovništva, dok u Pandžabu koji ne čini ni četvrtinu površine zemlje živi više od polovice stanovništva. Stopa urbanizacije je još prilično niska, 2004. godine samo je 34 % Pakistanaca živjelo u gradovima.
S godišnjim rastom stanovništva većim od dva posto, Pakistan ima jednu od najvećih stopa rasta u Aziji. Iako je broj živorođenih na 1000 stanovnika pao s 43 (1970.) na 29,74 (2006.), i dalje je na vrlo visokoj razini. Ipak, ovo nije jedini razlog visokom rastu broja stanovnika. Poboljšana zdravstvena zaštita je povećala očekivanu životnu dob s 51 godine (1970.) na 63,4 godine (2006.), čime je broj umrlih na 1000 stanovnika u istom razdoblju pao s 16 na 8,23. Stopa feritlnosti 2006. godine, bila je četiri djeteta po ženi, prosječna starost stanovništva bila je 20 godina, s postotkom od 39 % djece starosti manje od 15 godina.

### Narodnosni sastav
Pakistan je višenarodna država. Više od tri četvrtine stanovništva zemlje su indoarijskog podrijetla.  Daleko najveća etnička skupina od ove grupe su Pandžapci s udjelom od preko 40 % u stanovništvu, a slijede ih Sindhi s 14 % i Saraiki s 10 % koji žive u južnom Pandžabu. Poseban položaj zauzimaju muhadžiri s udjelom od sedam do osam posto u stanovništvu. Oni su jedna od posljedica podjele Britanske Indije 1947. godine, kad su brojni sjevernoindijski muslimani izbjegli u Pakistan. Za razliku od ostalih etničkih skupina oni žive većinom u gradovima diljem zemlje. U Sindhu zauzimaju 40 %, dok u Pandžabu zauzimaju 10 % urbanog stanovništva. Njihov udio među ruralnim stanovništvom je iznimno mali.
Iranski narodi čine oko 20 % stanovništva Pakistana. Paštunci koji žive u sjeverozapadu zemlje uz granicu s Afganistanom i u sjevernom Beludžistanu su, s udjelom od 15 % u stanovništvu, druga po broju etnička skupina u Pakistanu. Najveći dio od procjenjenog broja od tri milijuna afganistanskih izbjeglica u Pakistanu pripadaju ovoj etničkoj skupini. Druga velika iranska etnička skupina su Beludži (Baluči) koji čine oko tri posto stanovništva. I Paštunci i Beludži podijeljeni su u plemenske zajednice.
Brahui u istočnom Beludžistanu su izolirani predstavnici dravidskih naroda, koji inače većinom žive na jugu Indije. U zemlji žive još brojne etničke skupine, pogotovo na sjeveru zemlje.

### Jezici
U Pakistanu se govori više od 50 jezika. Ti jezici obično odgovaraju etničkoj podjeli zemlje.
Službeni jezici su urdski i engleski. Dok se engleski koristi većinom u državne, poslovne i obrazovne svrhe, urdski je jezik općeg sporazumijevanja u zemlji. Ovaj nacionalni jezik iznimno je sličan hindiju, glavnom nacionalnom jeziku Indije, a razlikuje se većinom po posuđenicama iz perzijskog i arapskog, te po pismu (inačici arapskog pisma). Kao materinski jezik urdski govori sedam do osam posto stanovništva, većinom muhadžiri. Broj govornika ovog jezika, zbog njegove društvene uloge stalno raste, ponajviše zahvaljujući njegovoj upotrebi u školama (urdski je nastavni jezik na primarnoj i sekundarnoj razini školovanja). Promoviranje ovog jezika kao nacionalnog jezika naišlo je na otpor u mnogim područjima gdje se koriste lokalni jezici.
Daleko najveći jezik po broju izvornih govornika je pandžapski, kojeg prema popisu iz 1998. godine govori 43 % stanovništva, ipak ovaj jezik u pisanom obliku nema veliku važnost i za razliku od situacije u Indiji, nije priznat kao službeni jezik. Sindski jezik kojim se služi 14 % stanovništva, u pokrajini Sindh se koristi i u službene svrhe. Govornici saraikija (10 % stanovništva) većinom žive u južnom Pandžabu. Hindko, još jedan indoarijski jezik, materinski je jezik za oko petinu stanovništva u Sjeverozapadnoj pokrajini, što je oko dva posto stanovništva na nacionalnoj razini.  Paštunski (15%) i beludžijski (3%) su iranski jezici, dok je jezik brahui (1,5%) dravidski jezik. U Karačiju žive mumbajske skupine koje i danas govore gudžaratski.
Na sjeveru zemlje postoji veliki broj jezika, koji obično nemaju više od milijun govornika. Ovi jezici spadaju u dardske, indoarijske i sinotibetanske skupine. U sjevernim područjima živi i oko 100.000 govornika izoliranog burušaskog jezika.

### Vjerski sastav
Islam je državna religija zemlje. Prema popisu stanovništva iz 1998. godine, 96,3 % pakistanskog stanovništva su muslimani. Od mnoštva oblika islama, oko 80% stanovništva prakticira tradicionalni ortodoksni oblik islamske vjere. Ovo je osobito izraženo među stanovništvom s paštunskom većinom. Religijske manjine, kao hinduisti, još uvijek nemaju sva prava u izražavanju svojih vjerskih uvjerenja koja često skrivaju od javnosti.
Većina vjernika su sunitski muslimani. Ovaj pravac islama podijeljen je na više škola mišljenja. Pravac s najviše sljedbenika su Barelvije, koji slijede sufijski pokret i hanefijski mezheb. Većinom dominiraju u ruralnim dijelovima Sindha i Pandžaba, ali imaju mnoštvo sljedbenika i u velikim gradovima kao Lahore, Multan i Rawalpindi. Deobandi koji isto slijede hanefijski mezheb i zagovaraju strogo pridržavanje islamskih pravila su najviše zastupljeni u Karačiju, te među Paštuncima u Sjeverozapadnoj pokrajini i Beludžistanu.
Postotak šiitske skupine imamita u sveukupnom stanovništvu zemlje nije posve jasan. Obično se procjenjuje da ih ima oko 20 %. Zastupljeni su u Karačiju, Lahoreu, Sialkotu i Jhangu, kao i u Gilgit-Baltistanu. U Pakistanu postoje dvije velike skupine ismailita. Bohri žive većinom u Karačiju, a Nizari većinom u Gilgit-Baltistanu i Khyber Pakhtunkhwi. Ahmedije koji čini 0,2 posto stanovništva i koji žive većinom u Rabwahu i oko Sialkota, od 1974. nisu službeno priznati kao pripadnici islamske zajednice, te su često podvrgnuti progonima.
Za vrijeme podjele 1947. godine, skoro svi hinduisti i sikhi su napustili Pandžab. U Sindhu je ostala trećina hinduista. Danas u toj pokrajini živi oko 1,8 milijuna hinduista, što je skoro sveukupna hinduistička zajednica zemlje koja na nacionalnoj razini čini 1,8% stanovništva. U zemlji postoji i nešto manji broj kršćana, oko 1,6%. Oni žive većinom oko Lahorea, u Rawalpindi i Islamabadu, te u Karačiju. Mnogi od njih su bili pripadnici kaste nedodirljivih, koji su za vrijeme britanske vlasti prešli na kršćanstvo. Jedan dio došao je i iz Goe. Oko polovice kršćana pripadaju Rimokatoličkoj Crkvi, dok druga polovica pripadaju zajednici protestantskih Crkvi naziva Church of Pakistan. Također postoje i neke manje kršćanske zajednice, kao i druge vjerske zajednice, primjerice zoroastristi. Napadi na hinduiste i kršćane nisu rijetkost, te je zbog toga Pakistan smatran zemljom vjerske netolerancije.

## Gospodarstvo
U Pakistanu vlada tržišno gospodarstvo. Sva velika industrijska poduzeća koja su nacionalizirana u 1970-ima su postupno reprivatizirana od 1990-ih. Nakon velikog usporenja rasta gospodarstva koji se dogodio kao rezultat vojnog udara 1999. godine, pakistansko gospodarstvo od 2002. bilježi snažan rast. U razdoblju godine 2005./2006. taj je rast bio 6,6 posto. Ukupni bruto domaći proizvod 2005. godine je po Svjetskoj banci bio oko 110 milijardi USD. Godišnji prihod po stanovniku je još nizak i iznosi 700 USD.
Pakistansko gospodarstvo najviše narušava raširena korupcija, nedostatak infrastrukture u pojedinim dijelovima zemlje i nestabilna politička situacija koja otežava strane investicije. Inflacija je poprilično visoka (2005./2006. je bila 7,9%), kao i budžetski deficiti koji iznosi 4,2%.

### Poljoprivreda
Unatoč velikom napretku u industrijalizaciji i razvitku uslužnog sektora, pakistanskom gospodarstvom još snažno dominira poljoprivreda. Iako se obrađuje samo jedna trećina obradivih površina u zemlji, 44,1% zaposlenog stanovništva radi u poljoprivredi(2005./2006.), a njezin udio u ukupnom BDP-u je 21,6% (2005./2006.).
Četiri petine poljoprivrednih površina nalazi se uz Ind, dok se ostatak nalazi u oazama u Beludžistanu i sjevernim planinama. Najviše se proizvode žitarice i voće, kao datulje i banane. Pšenica je kultura koja se najviše uzgaja. Pakistan spada među deset najvećih proizvođača pšenice na svijetu. U mnogo manjem broju uzgajaju se i riža, kukuruz i proso. Zbog močvarnosti i slanosti tla, poljoprivredna produktivnost nije visoka. Kako bi se izbjegli ovi problemi uvedeni su sustavi za odvodnju i pumpe.
Najveći poljoprivredni izvozni proizvod je pamuk kojeg se godišnje proizvede više od pet milijuna tona što čini Pakistan četvrtim svjetskim izvoznikom pamuka. Ostali važne izvozne kulture su šećerna trska i duhan.

### Industrija
Stjecajem neovisnosti je u Pakistanu ostalo, uključujući današnji Bangladeš, samo pet posto britanskoindijske industrije. Budući da je razvoj industrije bio prioritet, počela je djelovati pakistanska industrijska politika. Danas država ima vrlo raznoliku industrijsku proizvodnju u kojoj je zaposleno 20,6% (2005./2006.) radne snage, od čega dvije trećine u proizvodnji i jedna trećina u izgradnji. Udio industrije u ukupnom gospodarstvu zemlje je 26,0%).
Daleko najvažnija grada industrijske proizvodnje je tekstilna industrija, pogotovo u preradi pamuka. Pakistan je jedan od najvećih svjetskih proizvođača pamučne robe. Također je vrlo bitna i prerada kože, od koje se proizvodi kožna odjeća, cipele, rukavice i nogometne lopte. Među ostale važne industrijske grane spadaju prehrambena, kemijska i farmaceutska industrija, te prerada i proizvodnja cementa, metala i papira.

### Vanjska trgovina
2005./2006. Pakistan je izvezao dobra vrijedna 14,962 milijardi USD. Glavni izvozni proizvodi bili su tekstilna roba (59,7 %, većinom pamuk, ponajviše odjeća, posteljina, ručnici i sl.), živežne namirnice (9,6 %, od čega riža čini 6,9 %), koža i cipele (ukupno 6,7 %), gorivo (4,5 %), kemikalije i farmaceutika (2,7 %), industrijski proizvodi (2,2 %, većinom medicinski instrumenti), sportska oprema (2,1 %) i tepisi (1,5 %).
Ukupni uvoz 2005./2006. iznosio je 25,598 milijardi USD, a uključivao je strojeve i vozila (27,5 %), naftu i naftne derivate (23,3 %), kemikalije (14,7 %), živežne namirnice (6,7 %, od čega 2,6 % ulje, 1,7 % šećer i 0,8 % čaj), željezo i čelik (6,0 %) i tekstile (1,9 %).
Najveći pakistanski trgovinski partneri su Europska unija (posebice Ujedinjeno Kraljevstvo i Njemačka), SAD, Ujedinjeni Arapski Emirati, Saudijska Arabija, Kina, Japan i Kuvajt.

## Infrastruktura

### Cestovni promet
Iako se pakistanska cestovna mreža u trenutku stjecanja neovisnosti sastojala većinom od neasfaltiranih cesta, brzo je razvijena i danas se 92% svih prijevoza roba i ljudi obavlja cestovnim prometom. Cestovna mreža velika je 254.000 kilometara, od čega je 60% asfaltirano. Oko 8 000 kilometara nacionalnih autocesta (National Highways) povezuje sve dijelove zemlje i sve veće gradove. Ovim snažno prometno opterećenim autocestama upravlja National Highway Authority (NHA). U zemlji postoje još i četiri autoceste (Motorways) koje su dugačke 700 kilometara (stanje 2003.), a planira se i gradnja drugih. Sveukupna cestovna mreža je trenutno nedovoljna i ne može pratiti razvoj prometa u zemlji.

### Željeznički promet
Prva željeznička pruga na području današnjeg Pakistana otvorena je 13. svibnja 1861. između Karačija i Kotrija. Danas državno željezničko poduzeće Pakistan Railways zapošljava oko 90 000 radnika i godišnje preveze oko 70 milijuna putnika na 7 791 kilometara pruge. Elektrificirano je samo 293 km pruge (od Lahorea do Khanewala kod Multana) što čini manje od 4% sveukupne željezničke mreže. Željeznička mreža je većinom koncentrirana u gusto naseljenim pokrajinama Pandžab i Sindh, dok željeznička veza s lučkim Gwadarom i sjevernim planinama ne postoji. Željeznica nema toliku važnost u zemlji kao u susjednoj Indiji.

### Zračni promet
Tri glavne međunarodne zračne luke u Pakistanu su Karači (Jinnah International Airport), Lahore (Allama Iqbal International Airport) i Islamabad (Islamabad International Airport). Veze sa zaljevskim državama gdje radi veliki broj pakistanskih radnika imaju i manje zračne luke kao Faisalabad, Gwadar, Multan, Pešavar i Quetta. U zemlji postoji veliki broj regionalnih zračnih luka, čak i u vrlo izdvojenim dijelovima zemlje. Nacionalni zračni prijevoznik Pakistan International Airlines (PIA) dugo je imao monopol nad domaćim letovima, dok danas letove u zemlji nudi i nekoliko privatnih poduzeća.

### Pomorski promet
Prekomorski teretni promet odvija se gotovo isključivo u Karačiju, što grad čini glavnim središtem pakistanske međunarodne trgovine. Kako bi se rasteretila pomorska luka Karachi Port, 1970-ih je izgrađena druga luka nešto izvan Karačija nazvana Port Muhammad Bin Qasim. U ožujku 2002., je Kina počela graditi veliku luku u Gwadaru.

### Energija
2003. godine, Pakistan je 63,7% svojih potreba za električnom energijom pokrivao termoelektranama. Glavni izvori energije su prirodni plin i nafta koja se uvozi iz bliskoistočnih zemalja. Iako ga sad trenutno ne uvozi, Pakistan će u budućnosti vjerojatno morati uvoziti prirodni plin zbog rastućih energetskih zahtjeva. Zbog toga je Pakistan zainteresiran za izgradnju plinovoda kojim bi se plin dopremio iz Turkmenistana preko Afganistana. Hidroelektranama se proizvodi 33,9% energije, dok udio od 2,4% ima nuklearna energija. Pakistan je bio prva i jedina islamska zemlja koja je imala nuklearne reaktore. Prva nuklearna elektrana proradila je 1971., dok je druga koja je izgrađena uz kinesku pomoć proradila 2000. godine. Planiraju se i druge ovakve elektrane uz kinesku pomoć. Osim hidroenergije, ostali obnovljivi izvori energije se praktički ne koriste. U svibnju 2003., vlada je osnovala Alternative Energy Developing Board kojim bi se trebala promovirati upotreba alternativnih energetskih izvora.

### Telekomunikacije
Telekomunikacijsko poduzeće PTCL koje je privatizirano 1996. godine, držalo je monopol na fiksnu telefoniju sve do 2005. godine. Od tad takve usluge nudi nekoliko konkurenata koji su preuzeli samo mali dio tržišta. 2005. godine je u zemlji postojalo 5,3 milijuna fiksnih telefonskih priključaka. Broj korisnika mobilne telefonije popeo se u studenom 2006. na 46 milijuna što je četiri puta veći broj od situacije 2005. godine. Na tržištu mobilne telefonije vlada žestoka konkurencija između nekoliko pružatelja takvih usluga. Broj privatnih internetskih priključaka u zemlji je još malen. 2005. godine je postojalo samo 2,1 milijun priključaka na internet. Zbog toga su internetcaféi vrlo popularni u velikim gradovima.

## Obrazovanje
Iako je od nezavisnosti postignut napredak u obrazovnom sustavu, stopa nepismenosti u Pakistanu koja je oko 50% je jedna od najviših u Aziji. Ta stopa kod muškaraca iznosi 37%, dok je od žena nepismeno čak 64% (stanje 2004.). Pakistanska vlada je 2005./2006. godine davala 2,1% BDP-a u obrazovne svrhe, što je najmanje od svih zemalja u južnoj Aziji. Do danas ne postoji obvezni školski program. Jedino je u Pandžabu osnovna škola obvezna po zakonu iz 1994. godine.

### Obrazovni sustav
Državni obrazovni sustav sastoji se od tri stupnja. Petogodišnju osnovnu školu mogu pohađati djeca od pet godina starosti. Nakon toga slijedi trogodišnja srednja škola. Sekundarno obrazovanje sastoji se od dvogodišnjeg naukovanja u višoj školi (High School, ekvivalent hrvatskoj srednjoj školi) nakon koje slijedi završni ispit, poslije čega se obrazovanje može nastaviti u Higher Secondary School, koja također traje dvije godine. Nakon završetka ove škole, moguće je pohađati jedno od državnih sveučilišta. U Pakistanu postoji preko 110 državnih i privatnih sveučilišta.
Osim javnih škola važan obrazovni faktor su i tisuće medresa. Njih pohađaju većinom djeca iz siromašnih obitelji koji si ne mogu priuštiti državno obrazovanje. Također medrese često pružaju i humanitarnu pomoć. Ipak, jer nisu pod državnom kontrolom, neke ekstremističke skupine koriste medrese za širenje ekstremističkih ideja.

## Kultura
U trenutku osnivanja 1947. godine, Pakistan je zamišljen kao muslimanska država na indijskom potkontinentu. Od odvajanja Istočnog Pakistana (Bangladeša) 1971. godine, Pakistan više nije bio dom većini muslimanskog stanovništva u tom dijelu svijeta, nego manjem dijelu od 400 milijuna muslimana koji žive na potkontinentu. Osim religije, stanovništvo Pakistana nema zajedničku povijest, jezik, političku ideologiju ni jaki osjećaj zajedništva, te je zbog toga teško stvoriti jedinstven identitet zemlje.
Zbog toga je teško definirati „pakistansku kulturu”. Ona obuhvaća sav kulturni razvoj zemlje od nezavisnosti ili predstavlja skup svih kultura Pakistana unutar granica zemlje. U prvom slučaju pakistanska kultura bila bi stara samo 60-ak godina. U drugom slučaju ona bi obuhvaćala kulture svih naroda koji danas žive u državi, ali današnje granice Pakistana presijecaju nekoliko kulturnih regija. Četiri od pet najmnogoljudnijih naroda u Pakistanu- Pandžabi, Paštunci, Beludži i stanovništvo koje govori urdski- bilo bi kulturno povezano s barem jednom susjednom zemljom; Pandžabi i urdsko stanovništvo s Indijom, Paštunci s Afganistanom, a Beludži i s Afganistanom i s Iranom.
Zbog svog položaja pakistanska kultura je snažno povezana s indijskom kulturom, ali sa znatnim perzijsko-arapskim utjecajima.

### Književnost
Pakistanska književnost stvarana je na mnogim jezicima, uključujući  najčešće urdski, sindski, pandžapski, paštunski, belučki, a u novije vrijeme i engleski, te u prošlosti često i perzijski. Sve do 19. stoljeća je književnost na prostoru današnjeg Pakistana većinom bila ograničena na lirsko stvaralaštvo s vjerskim i narodnim temama. Dolaskom kolonijalnih vremena mijenja se i književnost na koju počinje djelovati zapadnjački utjecaj. Danas su iznimno popularna kratka djela.
Nacionalnim pjesnikom smatra se Muhamed Ikbal (1877. – 1938.), koji je većinom stvarao na perzijskom, ali i na urdskom jeziku. Njegova djela većinom se bave islamskom filozofijom, a sam pjesnik je bio važna ličnost u pakistanskom nacionalnom pokretu.
Danas je najživlja urdska književnost, čiji korijeni sežu iz 14. stoljeća. Najpoznatiji moderni pakistanski pisac koji je stvarao na urdskom je Faiz Ahmed Faiz (1911. – 1984.). Najpoznatijim pjesnikom na sindskom jeziku smatra se sufijski mistik Šah Abdul Latif (1689. – 1752.). U Pandžabu su najpopularnije ljubavne i vjerske teme. Paštunska književnost u Pakistanu vezana je za susjedni Afganistan, a najviše je karakteriziraju ljubavne i epske pjesme. Na belučkom jeziku stvarane su najviše narodne pjesme i balade.

### Glazba
Pakistan ima bogatu tradiciju duhovne glazbe koja je nastala spajanjem indijske glazbe s arapsko-perzijskim utjecajima. Poseban značaj glazba ima u sufizmu gdje se pjevanjem izražava ljubav prema Bogu. Pjevanje često prati samo pljeskanje rukama ili bubnjevi. U klasičnoj se glazbi na drugu stranu koristi veliki broj različitih glazbenih instrumenata, što je tipično za hindustansku glazbu koja je raširena u cijelom Pakistanu i u sjevernoj Indiji. Ritam se obično daje tablom ili pahavadžom, dok se melodija proizvodi obično žičanim instrumentima kao što je sitar, tambura, sarangi i sarod ili puhačkim instrumentima kao što je bansuri.
U zemlji postoji veliki broj oblika narodne glazbe, pogotovo u Beludžistanu i među Paštuncima. Beludžka narodna glazba slična je perzijskoj.
Modernu popularnu glazbu obilježavaju zapadni utjecaji, kao i elementi klasične i tradicionalne glazbe. Vrlo su popularne pjesme iz poznatih bolivudskih filmova.
Najpoznatiji pakistanski izvođač u zapadnim zemljama je Nusrat Fateh Ali Khan.

### Film
Kinematografija je jedan od najvažnijih medija u današnjem Pakistanu. Središte pakistanske filmske industrije je Lahore, gdje je 1924. i snimljen prvi nijemi film na tom prostoru. Prvi zvučni film snimljen je 1932. godine. Filmska industrija u Lahoreu koja proizvodi filmove na urdskom i pandžapskom jeziku poznata je pod nazivom „Lollywood”. U Pešavaru postoji manja filmska industrija koja snima na paštunskom jeziku.
Neizostavni dio pakistanskog filma su glazbene i plesne scene, tako da su danas mnogi filmovi glazbenog karaktera. Među stanovništvom su iznimno popularni indijski bolivudski filmovi, koji se unatoč zabranama njihova uvoza, mogu nabaviti na crnom tržištu. Ovi filmovi su posebno popularni zbog razumljivosti hindskog jezika pakistanskom stanovništvu.

### Gastronomija
Pakistanska kuhinja uvelike nalikuje sjevernoindijskoj kuhinji, uz snažan utjecaj iz jugozapadne i središnje Azije. Pakistanska kuhinja je bogatija mesom, jer islam za razliku od indijskih religija, kao što su hinduizam, budizam, džainizam i sikhizam, nema razvijenu tradiciju vegetarijanizma.
Glavne namirnice su različite vrste kruha koje se rade od pšenice, kao nan, koje se poslužuju uz svaki obrok. Druga važna namirnica je riža koja se jednostavno priprema kao prilog i jede se uz povrće i meso. Primjeri ovakvih jela su začinjeni biryani ili nešto blaži pilav (pulao).
Uz jela često se koristi curry. U Sindhu i Pandžabu se posebno često koriste razni začini i trave, kao što su chili papričice, kurkuma, češnjak, crni papar, koriander, kardamom, đumbir, cimet, šafran i mnogi drugi. Najčešće vrste mesa su janjetina, piletina i govedina, dok se svinjetina iz vjerskih razloga ne koristi. Kebabi koji su došli s bliskog istoka se u Sindhu i Pandžabu često kombiniraju s indijskim umacima i začinima. Među mnogim lokalnim vrstama kebaba su Seekh Kebab, Shami Kebab ili tipični paštunski Chapli Kebab.
Od slastica je najpopularnija halva koja se i ovdje radi u mnogim inačicama. Popularna su i slatka mliječna jela, kao npr. gulab jamun.
Sva uobičajena pića u Pakistanu su bezalkoholna, jer islam zabranjuje konzumaciju alkohola. Nacionalno piće je čaj koji se često pije s mlijekom i začinima. Popularno piće je i lassi koje se radi od jogurta, a može se miješati s voćnim sokom.

### Šport
Službeni nacionalni sport u Pakistanu je hokej na travi, iako su kriket i skvoš popularniji. S četiri pobjedničke titule (1971., 1978., 1982., 1994) u svjetskom prvenstvu u hokeju na travi, Pakistan je svjetski rekorder u ovom sportu.
U kriketu je pakistanska nacionalna reprezentacija osvojila Asia Cup (2002.) i Asian Test Championship (1999.), te titulu svjetskog prvaka 1992. godine, a uz to je i tri puta osvojila Australskoazijsko prvenstvo (1986., 1990., 1994).
Jahangir Khan i Jansher Khan popularizirali su skvoš u Pakistanu. Ova dvojica su ukupno osvojila 14 titula svjetskog prvaka u tom sportu (šest puta Jahangir Khan, osam puta Jansher Khan). Time je Pakistan najuspješnija zemlja u ovom sportu.
U Pakistanu su se nekoliko puta odvijale mnoge međunarodne igre, uključujući Južnoazijske igre 1989. i 2004. godine. Zemlja će 2011. biti domaćin Svjetskog kupa u kriketu, zajedno sa Šri Lankom, Indijom i Bangladešom.

## Pakistansko-hrvatski odnosi
Hrvatska i Pakistan diplomatske odnose uspostavili su 20. srpnja 1994. godine. Veleposlanstvo Pakistana za Hrvatsku nalazi se u Sarajevu, a Hrvatske za Pakistan u Teheranu. Hrvatski general Dragutin Repinc od 2005. do 2007. godine bio je zapovjednik promatračke misije Ujedinjenih naroda na spornom indijsko-pakistanskom pograničju u Kašmiru.

## Vanjske poveznice
Ostali projekti
|  | Zajednički poslužitelj ima stranicu o temi Pakistan    |
|  | Zajednički poslužitelj ima još gradiva o temi Pakistan |
|  | Wječnik ima rječničku natuknicu Pakistan               |

Mrežna mjesta
- Službena stranica pakistanske vlade
- Pakistanski predsjednik  Arhivirana inačica izvorne stranice od 5. srpnja 2008. (Wayback Machine)
- Službena stranica s informacijama o Pakistanu  Arhivirana inačica izvorne stranice od 20. srpnja 2005. (Wayback Machine)